# Jorge Almirón
Jorge Francisco Almirón Quintana (San Miguel, 19 giugno 1971) è un allenatore di calcio ed ex calciatore argentino, di ruolo centrocampista, tecnico del Colo-Colo.

## Palmarès

### Allenatore

#### Competizioni nazionali
- Campionato argentino: 1

Lanús: 2016
- Campionato cileno: 1

Colo-Colo: 2024